# Адолфъс Грийли
Адолфъс Вашингтон Грийли (на английски: Adolphus Washington Greely) е американски полярен изследовател, офицер от армията на САЩ.

## Произход и военна кариера (1844 – 1880)
Роден е на 27 март 1844 година в Нюбърипорт, Масачузетс, САЩ. На 26 юли 1861 г., на 17-годишна възраст, постъпва в армията, като два пъти преди това му е отказвано поради здравословни причини. Започва участието си в Гражданската война с чин кавалерийски лейтенант и я завършва с чин майор от кавалерията. На 7 март 1867 е назначен като втори помощник в 36-и пехотен полк на редовната армия. На 27 май 1873 е повишен в чин капитан-лейтенант.

## Експедиция в Арктика (1881 – 1884)
От 1881 до 1884 на кораба „Протей“ възглавява полярна експедиция в най-северните части на Канадския арктичен архипелаг, целта на която е търсене на изчезналата американска експедиция на Джордж Вашингтон де Лонг, създаване на мрежа от метеорологични станции за събиране на наблюдения по време на Първата международна полярна година и провеждане на астрономически и магнитни наблюдения в района. Въпреки че Грийли дотогава няма опит в Арктика, ръководената от него експедиция постига значителни резултати в изследването на района. Изследва п-ов Земя Грант (северната част на остров Елсмиър), където е организирана метеорологичната станция Форт Конгер и в която експедицията презимува.
През зимата на 1881 – 1882 американците откриват езерото Хейзън, на север от него хребета Юнайтед Стейтс, а на юг от полуострова – дълбоко вдаващият се в сущата Грили фиорд. През пролетта на 1882 отряд, ръководен от лейтенант Джеймс Локууд, с шейни се придвижва на север до 83° 30` с.ш.
През зимата на 1883 – 1884 положението на експедицията става трагично. Две години поради тежките ледове и неумелото ръководство и организация не се отдава да се завърнат до кораба. През лятото на 1883 цялата група поема пеша на юг. По пътя един се удавя, друг е разстрелян „за нарушаване на дисциплината“ и за кражба на хранителни припаси. Останалите достигат до остров Пим (78°44′ с. ш. 74°25′ з. д. / 78.733333° с. ш. 74.416667° з. д.), северния вход на протока Смит, където е проведено трето зимуване. Привършват запасите от провизии и топлива и се налага от спасителна, експедицията да се превърне в спасяема. От глад, удавяне и измръзване по време на зимуването загиват 19 от 25-членния екипаж, в т.ч. и лейтенант Локууд. Когато на 22 юни 1884 пристига спасителната група водена от капитан Уинифред Скот Шлий намира шестима души в полумъртво състояние. Оцелелите са спасени, но по пътя към дома умира още един от тях.
През 1886 Грийли издава в Лондон книгата „Три години арктическа служба“. По-късно, между 1888 и 1929, излизат от печат и други негови книги посветени на Арктика, в т.ч. нееднократно преиздаваният в САЩ „Справочник по полярни открития“. Благодарение на тези си трудове Грийли, независимо от тежките неудачи преследвали единствената му експедиция в полярните страни, се прославя на Запад като голям авторитет по въпросите на изучаването на Арктика.

## Следващи години (1885 – 1935)
През юни 1886 Грийли е назначен за главен директор на армейската телеграфна служба, а през март 1887 е повишен в бригаден генерал. По време на мандата му като директор на военната телеграфна служба са изградени, обслужвани и поддържани хиляди километри телеграфни линии в САЩ, Пуерто Рико (800 мили), Куба (3000 мили), Филипините (10 200 мили). Осъществява се строежа на телеграфна връзка с Аляска при много трудни условия с дължина близо 4000 мили.
През 1906 е военен ръководител на спасителните екипи след опустошителното земетресение в Сан Франциско. На 10 февруари 1906 е произведен в генерал-майор, а на 27 март 1908 се пенсионира. Умира на 20 октомври 1935 в столицата Вашингтон на 91-годишна възраст. Погребан е в националното гробище Арлингтън.

## Памет
Неговото име носят:
- нос Грийли (80°21′ с. ш. 56°44′ и. д. / 80.35° с. ш. 56.733333° и. д.) на остров Макклинток в архипелага Земя на Франц Йосиф;
- остров Грийли (81°01′ с. ш. 58°18′ и. д. / 81.016667° с. ш. 58.3° и. д.) в архипелага Земя на Франц Йосиф;
- фиорд Грийли (80°30′ с. ш. 81°40′ з. д. / 80.5° с. ш. 81.666667° з. д.) на северозападното крайбрежие на остров Елсмиър в Канадския арктичен архипелаг.